# Ясний, Пётр Владимирович
Пётр Влади́мирович Ясни́й (укр. Петро Володимирович Ясній; 12 августа 1952, Кутище (Львовская область) — 13 ноября 2021, Тернополь) — советский и украинский специалист по механике деформируемого твёрдого тела и диагностики материалов. Доктор технических наук, член-корреспондент Национальной академии наук Украины. Ректор Тернопольского национального технического университета имени Ивана Пулюя.

## Биография
По окончании Тернопольского филиала Львовского политехнического института и службы в армии в 1977—1980 годах учился в аспирантуре Института проблем прочности. По окончании аспирантуры и защиты в 1980 году диссертации кандидата технических наук поступил в этот же институт на должность научного сотрудника. Доктор технических наук (1990). С 1992 году постоянно работал в Тернопольской приборостроительном институте, впоследствии Тернопольский национальный технический университет имени Ивана Пулюя, занимая должности от заведующего кафедрой материаловедения до ректора университета.

## Научно-исследовательская деятельность
П. В. Ясний внёс значительный вклад в развитие методов диагностики прочности и долговечности материалов и элементов конструкций.

## Премии и награды
- 2006 — Заслуженный деятель науки и техники Украины.
- 2011 — Государственная премия Украины в области науки и техники.
- 2018 — член-корреспондент Национальной академии наук Украины.